# Aeolidiella chromosoma
Aeolidiella chromosoma är en snäckart som först beskrevs av Cockerell 1905.  Aeolidiella chromosoma ingår i släktet Aeolidiella och familjen snigelkottar. Inga underarter finns listade i Catalogue of Life.